# Jambe de train d'atterrissage

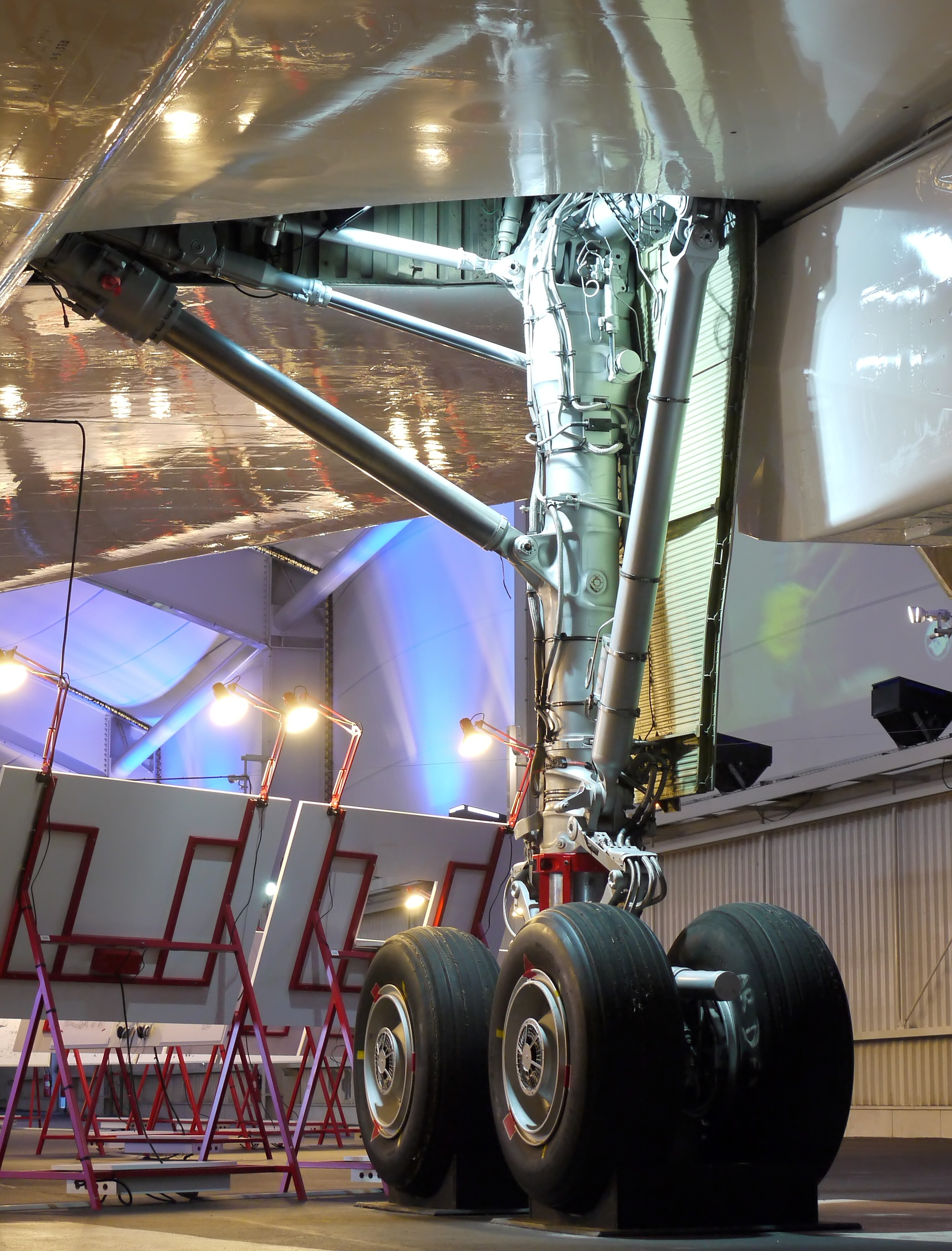
Sur cette photo de train du Concorde la jambe est bien visible.

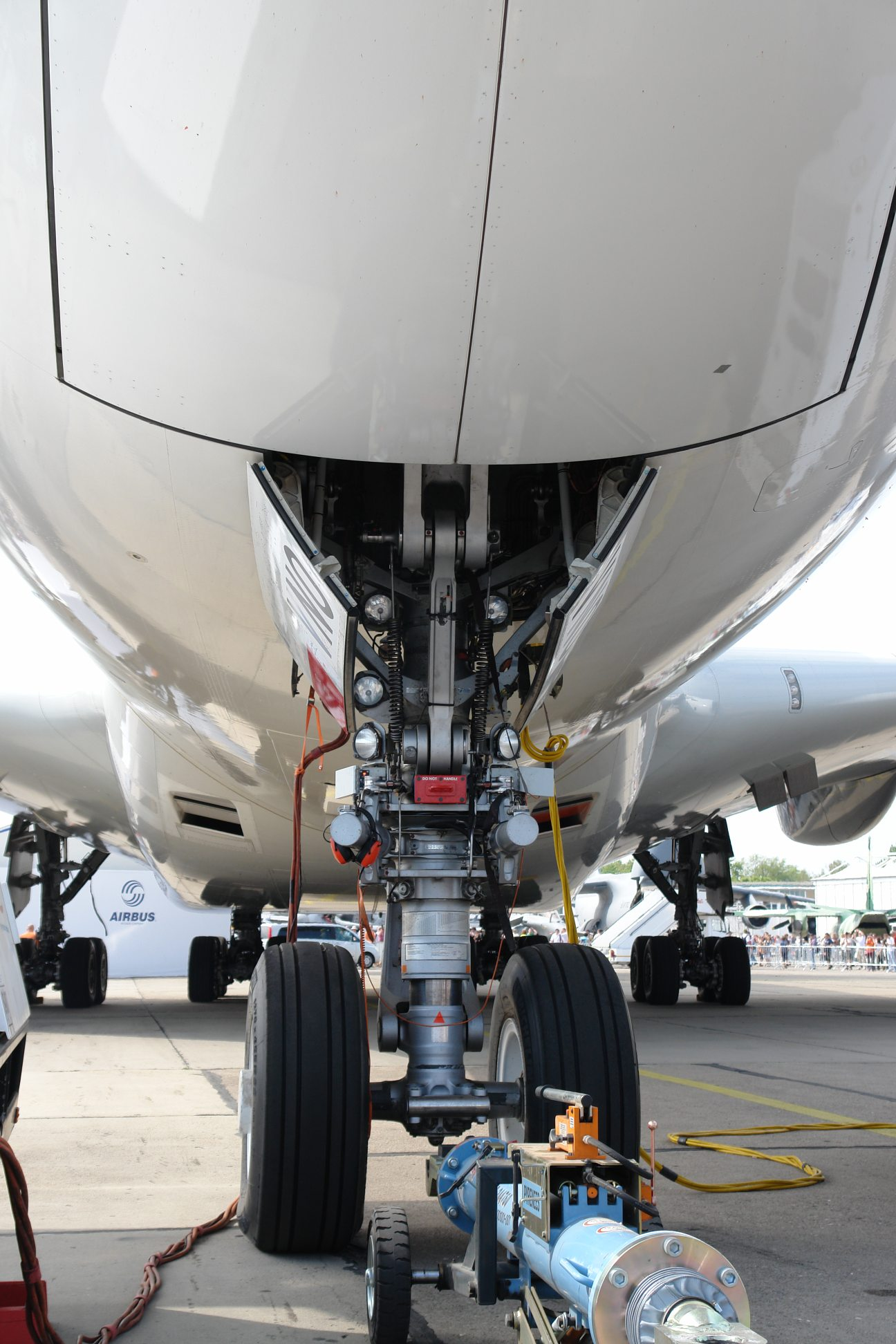
Jambe de train avant de l'avion de ligne Airbus A380.

La jambe de train d'atterrissage est la partie mécanique qui relie le fuselage de l'avion à la roue. La contre fiche permet la sortie et la rentrée du train d'atterrissage, elle permet aussi à la jambe de train de rester verrouillée en position sortie. 

## Description
Suivant les modèles de train d'atterrissage cette jambe peut être fixe ou mobile. Certains avions à train fixe, comme le Junkers Ju 87 ou le Tachikawa Ki-36, possèdent des jambes carénées.
Suivant les types d'avions la jambe peut être construit en bois ou en métal.